# Carron River
Carron River är ett vattendrag i Australien. Det ligger i delstaten Queensland, omkring 1 600 kilometer nordväst om delstatshuvudstaden Brisbane.
Omgivningarna runt Carron River är huvudsakligen savann. Trakten runt Carron River är nära nog obefolkad, med mindre än två invånare per kvadratkilometer. Genomsnittlig årsnederbörd är 956 millimeter. Den regnigaste månaden är januari, med i genomsnitt 263 mm nederbörd, och den torraste är augusti, med 1 mm nederbörd.